# Ricardo Canaletti
Ricardo Canaletti (Buenos Aires, Argentina, 16 de marzo de 1955) es un abogado, periodista y escritor argentino. Ha incursionado en el periodismo gráfico, televisivo y es autor de varios libros.

## Biografía
Nació en el barrio de La Boca y vivió una parte de su juventud en Barracas. Sus padres nacieron en Italia y se trasladaron a Argentina. Ricardo Canaletti es el mayor de tres hermanos. Estudió Abogacía recibiéndose de dicha carrera en el año 2000, trabajó en los tribunales de su ciudad revisando expedientes fuera de letra a comienzos de la década de los ochenta.
En 1983 se trasladó a Milán, dada la situación económica, política y social que atravesaba Argentina. Pasaría los siguientes tres años trabajando en Milán, ejerciendo pequeños oficios como lechero, empleado municipal y hasta en una ferretería.
En 1986, decidió volver a la Argentina. Uno de sus hermanos trabajaba como administrador en el diario Clarín, donde Ricardo Canaletti comenzó a redactar crónicas policiales, dado su conocimiento en leyes. En 1989 Canaletti pasó a ser jefe de redacción en la sección de Policiales de Clarín.
Durante gran parte de la década de los noventa, Canaletti cubrió las crónicas policiales más importantes de la Argentina, numerosos escándalos políticos de corrupción, y asesinatos como el de María Soledad Morales, el asesinato del soldado Omar Carrasco, el Yomagate, el asesinato del periodista José Luis Cabezas, entre muchos otros.
En 2006, tras casi veinte años como jefe de la sección de Policiales; pasó a trabajar en televisión, se incorpora al staff periodístico de Artear tras la muerte de Enrique Sdrech en 2003 por las señales El trece y Todo Noticias, en donde tuvo una pequeña sección de casos policiales e información sobre casos judiciales, que duraban algunos minutos.
A raíz de que recibía muchos datos e información sobre hechos de violencia, en febrero de 2014 Canaletti comenzó a conducir su propio ciclo televisivo llamado Cámara del Crimen, donde relata de forma directa los casos y testimonios más impactantes y aberrantes de la sociedad argentina y del exterior. El programa se convirtió en un éxito, poniendo a Canaletti como unos de los periodistas más populares de Argentina. En mayo de 2017 comenzó como conductor del programa Metadata por Todo Noticias, hasta 2018, cuando empezó a conducir TN Fin de Semana con Dominique Metzger. En 2019 abandona el ciclo para sólo conducir Cámara del crimen, que aún continua en el aire.
Además de periodista; ha editado varios libros sobre criminología y crónicas policiales.
Está casado con Pilar Hidalgo y ambos tienen una hija llamada Leticia.

## Obras
- Crímenes argentinos: grandes casos policiales que conmovieron al país. (2001)[6]
- La Mazorca y la obediencia debida (2006)[7]
- El caso Barreda -con Rolando Barbano- (2006)[8]
- El golpe al Banco Rio: sin armas y sin rencores (2007)[9]
- El caso García Belsunce: enemigos íntimos (2007)[10]
- Crímenes sorprendentes de historia Argentina (2014)[11]
- Crímenes sorprendentes de historia Argentina II (2016)[12]
- El vengador del Hampa (2017)[13]